# أرشيبالد ليفينغستون
أرشيبالد ليفينغستون هو سياسي كندي، ولد في 10 أغسطس 1827، وتوفي في 10 أكتوبر 1890.